# Armand Cassagne
Pour les articles homonymes, voir Cassagne.
Armand Cassagne, né Armand Théophile Cassagne le 3 mai 1823 au Landin (Eure) et mort le 5 juin 1907 à Fontainebleau, est un peintre, aquarelliste, lithographe et écrivain français.

## Biographie

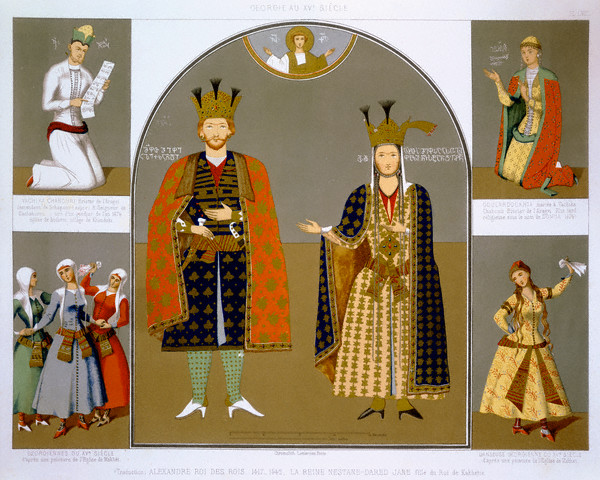
Alexandre Ier de Géorgie et la reine Nastane-Dared Jeanne, chromolithographie de 1847.

Rattaché à l'École de Barbizon, Armand Cassagne peint sur le motif. Il est l'élève du peintre et lithographe anglais James Duffield Harding, ce qui transparaît dans son traitement des arbres et des feuillages. Il a particulièrement travaillé dans la forêt de Fontainebleau, pendant quarante ans, laissant plus de trois cents études, aquarelles et peintures).
En 1847, il est nommé expert en écritures près le tribunal de Rouen. C'est à la bibliothèque de cette ville qu'il étudie les manuscrits des collections en compagnie du miniaturiste Théodore de Jolimont, du paléographe et du bibliothécaire.
Il se rend à Paris en 1852 où il fait la rencontre d'Eugène Viollet-le-Duc, dont il devient l'élève en 1857, et collabore comme dessinateur à certains des ouvrages de son maître.
Il travaille, avec la même spontanéité, dans la région de Barbizon, la vallée de Chevreuse, les montagnes des environs de Grenoble, les bords du Rhin. Il peint en forêt de Fontainebleau de 1857 à 1868, et enseigne le dessin dans un cours public de Fontainebleau. Il crée dans les années 1870 un type de papier marqué à son nom.
En 1904, il fait don de ses collections à la ville de Melun, dont le Fonds Cassagne représente la majeure partie du musée. Il est l’auteur d’un Traité d’Aquarelle illustré (1877) et d'un Traité de perspective appliquée au dessin artistique et industriel (Paris, Librairie classique de Ch. Fouraut et Fils, 1884). On sait que Vincent van Gogh, autodidacte, étudia avec soin les ouvrages d'Armand Cassagne.

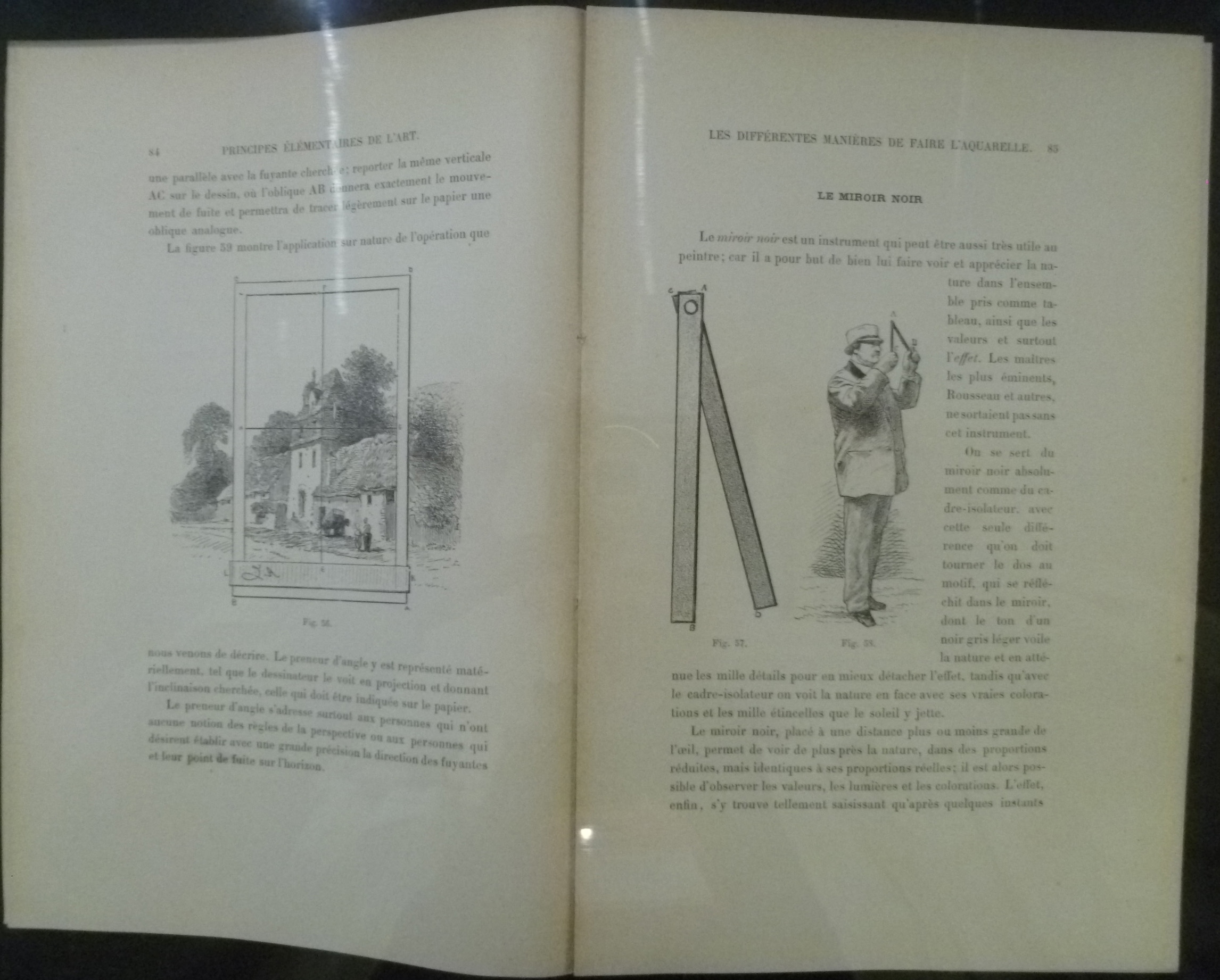
Armand Cassagne: "Traité d'Aquarelle" (1873)

Frappé de congestion en 1905, il garde toute sa dextérité et s'éteint le 5 juin 1907 à Fontainebleau. Armand Cassagne est enterré dans le cimetière nord de Melun.
La ville de Melun a donné son nom à une rue, et une école de la commune.

## Publications
- La Normandie, 1853
- L'Auvergne, 1857
- Le dessin pour tous, 1862
- Le village et les bois, 1870
- Traité d'aquarelle, 1875, réédition 1886
- Traité pratique de perspective, appliquée au dessin artistique et industriel, Paris. A. Fouraut, 1866 (réédition 1950 par H. Laurens)
- Guide pratique pour les différents genres de dessin, Paris, Ch. Fouraut et fils, 1873

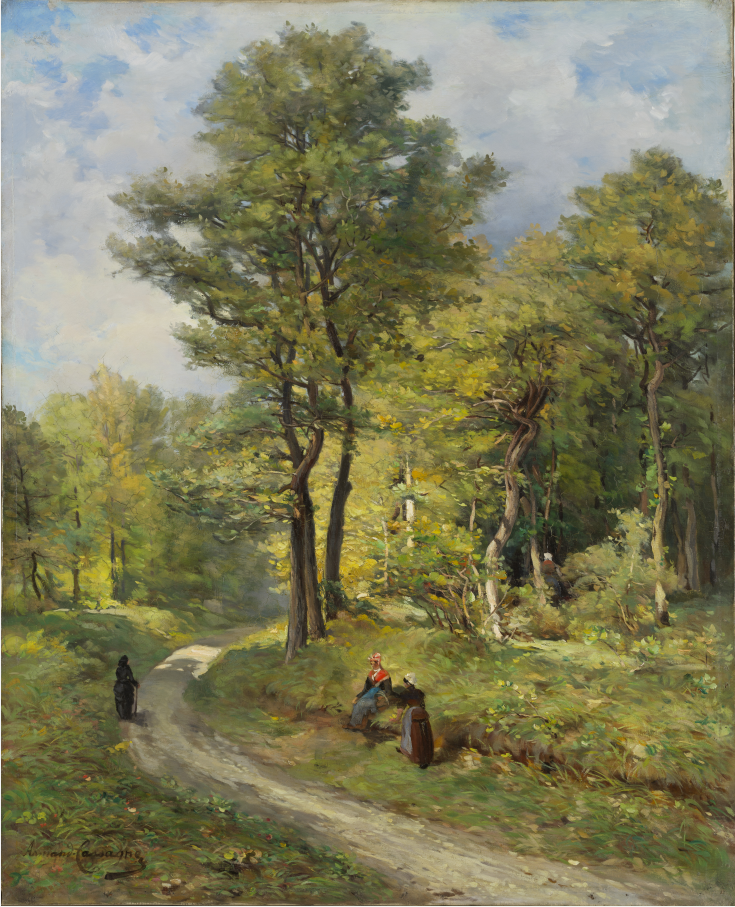
Un chemin en forêt, huile sur toile, 107 x 87 cm. Nemours, Château-Musée, 1903.146.1

- L'Alphabet du dessin méthode Armand Cassagne, Paris, Librairie Classique de Ch. Fouraut et fils, 1879-1880, en 32 cahiers
- Guide des modèles à silhouette, Paris, Librairie Classique de Ch. Fourat et fils, 1884
- Guide de la nature chez soi, Paris, A. Fouraut, 1886
- Éléments de perspective, Paris, A. Fouraut, 1886
- Guide pratique pour les différents genres de dessin, Paris, A. Fouraut, 1886
- Guide pratique pour les différents genres de dessin, Paris, A. Fouraut, 1892Un chemin en forêt, huile sur toile, 107 x 87 cm. Nemours, Château-Musée, 1903.146.1

## Salons
Armand Cassagne débute au Salon de 1857, puis il expose au Salon des artistes français de 1892 à 1894.

## Collections publiques
- Musée d'Évreux :
  - La Salle des fêtes du Conseil d'État, ruines de 1871, aquarelle
  - Forêt de Fontainebleau, aquarelle marouflée sur toile
- Musée municipal des beaux-arts de Melun : donation
- Nemours, Château-Musée : 
  - Un chemin en forêt, huile sur toile, 107 x 87 cm. 1903.146.1.
  - Le Repos en forêt. Personnages sous la haute futaie, aquarelle sur papier, 74 x 51 cm. 1903.147.1.
  - Chêne et rochers, aquarelle sur papier, 50 x 73 cm. 1903.149.1.
  - Un chemin en forêt, aquarelle sur papier, 70 x 52 cm. 1903.148.1.
- Musée d'art moderne et contemporain de Strasbourg : L'Artiste dessinant dans une église, crayon et aquarelle[4]

## Décoration
- 1889 :  Officier de l'ordre des Palmes académiques pour ses aquarelles et ses ouvrages
- 1894 : mention au Salon des artistes français

### Iconographie
- André Adolphe Eugène Disdéri (1819-1889), Portrait d'Armand Cassagne, vers 1860, photographie[réf. souhaitée]